# Resolució del Consell de Seguretat de les Nacions Unides
Una resolució del Consell de Seguretat de les Nacions Unides és una decisió de les Nacions Unides adoptada pels quinze membres del Consell de Seguretat, el cos de les Nacions Unides encarregades amb la «responsabilitat principal del manteniment de la pau i la seguretat internacionals». El Consell és habilitat per emetre resolucions de caràcter jurídicament vinculant, particularment quan es produeix una amenaça a la pau, una ruptura de la pau o un acte d’agressió. El Consell pot imposar sancions de mena diplomàtica, econòmica o militar quan les resolucions no són respectades.
La Carta de les Nacions Unides especifica en l'article 27 com es prenen les decisions del Consell de Seguretat. Generalment s'aspira a un consensus compartit pels quinze membres del Consell. Hi ha dues menes de qüestions: decisions de procediment i decisions substantives. Les decisions de procediment es prenen per majoria de nou vots. Per les decisions substantives cal nous vots afirmatius, inclosos els vots concurrents dels cinc membres permanents (Xina, França, Rússia, el Regne Unit i els Estats Units). Si un membre permanent no està totalment d'acord amb una proposta de resolució però no vol emetre un veto, pot optar per abstenir-se (és a dir, rebutjar votar a favor o en contra a proposta) i així permetre que una resolució d'adopti, si obté el nombre requerit de nou vots favorables.
Les qüestions de procediment van ser establertes per la resolució de l'Assemblea General de les Nacions Unides l'abril de 1949.
Qualsevol membre del Consell que sigui part d'un conflicte s'ha d'abstenir ipso facto.